# NGC 5914
NGC 5914, auch NGC 5914A genannt, ist eine 14,4 mag helle linsenförmige Galaxie vom Hubble-Typ S0-a im Sternbild Bärenhüter und etwa 247 Millionen Lichtjahre von der Milchstraße entfernt. 
Sie bildet zusammen mit der etwa doppelt so weit entfernten Galaxie PGC 54653 (auch NGC 5914B oder NGC 5914B-1) sowie der viermal so weit entfernten PGC 2188560 (auch NGC 5914B2 oder NGC 5914B-2) eine optische Dreiergalaxie.
Das Objekt wurde am 16. Mai 1882 von Édouard Stephan entdeckt.